# Atelopus vogli
Atelopus vogli is een uitgestorven kikker uit de familie padden (Bufonidae) en het geslacht klompvoetkikkers (Atelopus). De soort werd voor het eerst wetenschappelijk beschreven door Lorenz Müller in 1934.
Atelopus vogli leefde in delen van Zuid-Amerika en kwam endemisch voor in Venezuela. De kikker is bekend van een hoogte van ongeveer 700 meter boven zeeniveau. De soort komt in een relatief klein gebied voor en is hierdoor kwetsbaar. Door de internationale natuurbeschermingsorganisatie IUCN wordt de soort beschouwd als 'Uitgestorven'.
Atelopus vogli was een kleinere soort, mannetjes werden tot ongeveer drie centimeter lang en de vrouwtjes bereikten een lichaamslengte tot ongeveer vier centimeter.